# 昭和会
昭和会（しょうわかい）は、昭和初期に存在した親軍派政党（1935年12月23日 - 1937年5月24日）。

## 概要
立憲政友会は鈴木喜三郎総裁のもと、岡田内閣に対して野党路線を貫き、入閣した床次竹二郎・山崎達之輔・内田信也を除名処分とし、続いて内閣審議会委員となった水野錬太郎・望月圭介も除名した。これに除名議員及びその直系議員は反発し、床次を盟主に「第二の政友本党」結成に動くが、1935年（昭和10年）9月8日に床次が急死したため、挫折した。そこで被除名者とこれに抗議して離党した代議士18名で結成されたのが昭和会である。
同年12月23日、第68回帝国議会の招集を控えた前日、内田信也と望月圭介が電話で協議を行い団体名を「昭和会」とすることに決定。同日中に衆議院事務局に届け出を行った。
参加者は、内田、望月の両名のほか山崎達之輔、井阪豊光、石井三郎、飯村五郎、春名成章、豊田収、兼田秀雄、滝正雄、窪井義道、青木精一、樋口典常、森肇、守屋栄夫、蔵園三四郎、岸田正記、渡辺伍。
参加者には実力者が多く、亡くなった床次に代わる党首を決定することは困難であったために党首は置かれなかった。
同党設置後、政友会からの離党者が続出して最大25名までに増え、岡田・広田・林と3代の内閣において与党の位置を占めた。
1936年（昭和11年）に行われた第19回衆議院議員総選挙では47人の公認候補者を立候補させたが、準備不足などがたたり当選者は20人にとどまった。
さらに翌1937年（昭和12年）、食い逃げ解散を受けて行われた第20回衆議院議員総選挙では議席を19に減少させ、政友会・立憲民政党の圧迫を受けて自主解散した。
その後旧昭和会代議士は、民政党を追われた安達謙蔵の国民同盟に所属する議員らとともに「第一議員倶楽部」と呼ばれる統一会派を結成するが、1939年に鈴木総裁の後継をめぐる政友会の分裂騒動が発生すると、これに乗じて昭和会代議士のうち政友会出身者は中島知久平を総裁に仰ぐ政友会中島派（革新派）に合流・復党した。ただ、永山忠則ら昭和会結成後に初当選した議員は政友会中島派（革新派）に合流せず第一議員倶楽部に残留した（永山は1936年に昭和会公認で総選挙に初当選しているが、中央政界入り以前の敷信村長時代・広島県議時代を通じて政友会に所属したことはない）。また、政友会出身者でも守屋栄夫のように政友会革新派に合流しなかった者もいる。